# Sofía Pumpuridu
Sofía Pumpuridu –en griego, Σοφία Πουμπουρίδου– (Lugovói, URSS, 12 de junio de 1980) es una deportista griega que compitió en lucha libre. Ganó una medalla de oro en el Campeonato Mundial de Lucha de 2002 y cuatro medallas en el Campeonato Europeo de Lucha entre los años 2004 y 2008.

## Palmarés internacional
| Campeonato Mundial | Campeonato Mundial  | Campeonato Mundial | Campeonato Mundial |
| Año                | Lugar               | Medalla            | Categoría          |
| ------------------ | ------------------- | ------------------ | ------------------ |
| 2002               | Calcis (Grecia)     | Medalla de oro     | 51 kg              |
| Campeonato Europeo |                     |                    |                    |
| Año                | Lugar               | Medalla            | Categoría          |
| 2001               | Budapest (Hungría)  | Medalla de oro     | 51 kg              |
| 2003               | Riga (Letonia)      | Medalla de plata   | 55 kg              |
| 2007               | Sofía (Bulgaria)    | Medalla de bronce  | 55 kg              |
| 2008               | Tampere (Finlandia) | Medalla de bronce  | 55 kg              |